# 多林卡 (波洛希區)
47°42′20″N 36°0′49″E / 47.70556°N 36.01361°E
多林卡（烏克蘭語：Долинка）是位於烏克蘭東南部的村莊，由扎波羅熱州波洛希區的沃茲德維日夫卡市鎮負責管轄。該村始建於1921年，面積1.17平方公里，海拔高度133米，2001年人口532，人口密度每平方公里455.5人。